# Markus Rautio

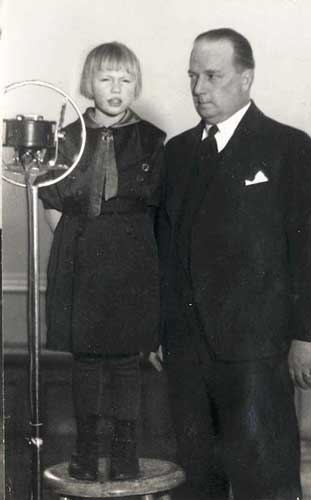
Markus Rautio och Hilkka Rissanen under radiosändning 1936.

Eino Markus Rautio, född 17 maj 1891 i Helsingfors, död 14 februari 1973 i Helsingfors, var en finländsk skådespelare, teaterregissör, sångare och programledare för Yleradion. I trettio år ledde Rautio under namnet Markus-setä ("Onkel Markus") det populära barnprogrammet Lastentunti.
Rautios föräldrar var skådespelarna vid Finlands nationalteater, Alex och Katri Rautio. Som ung läste Rautio sång hos Abraham Ojanperä och Alexandra Ahnger, och var elev vid Nationalteaterns elevskola. Därtill studerade han en tid vid en handelshögskola i Helsingfors. Karriären som skådespelare inleddes vid Kansan näyttämö 1912. Engagemang följde vid Nationalteatern 1914–1918 och Tammerfors teater 1919–1923, varefter Rautio återvände till Kansan näyttämö och var där verksam 1923–1924. Förutom komedier och farser fick han tack vare sin sångröst ofta spela i musikpjäser och operetter. Innan ljudfilmen blev aktuell i Finland, medverkade Rautio i åtta stumfilmer; inklusive Bröllopet på Suursalo, i vilken han spelade mot modern.
1924 företog han en resa till USA och studerade film i Hollywood, där han i ett halvår var aktiv vid filmbolaget Metro-Goldwyn-Mayer och innehade en del biroller. Återkommen till hemlandet anställdes han 1926 vid den nygrundade Rundradion, varest han var chef för teateravdelningen 1926–1945 och chefsregissör för radioteatern 1945–1956. Mellan 1926 och 1956 ledde han radioprogrammet Barntimmen (Lastentunti), vari tusentals barn från hela landet fick uppträda med sång och recitation. Programmet var mycket uppskattat och karaktären Markus-setä förekom i flera sammanhang utanför radion; bland annat tillverkade Fazer en chokladprodukt under det märket och Rautio gestaltade karaktären i en rad barnfilmer med musik av Georg Malmstén och R.R. Ryynänen.
I samband med Rautios pensionering hölls den 30 december 1956 festligheter på Mässhallen, nuvarande Tölö sporthall, och Suomi-Filmi producerade 1957 filmen Markus-sedän juhla till hans ära. Rautio tilldelades 1958 Finska kulturfondens pris och erhöll teaterråds titel (teatterineuvos) 1967. Han är gravsatt på Sandudds begravningsplats i Helsingfors.
Som sångare sjöng Rautio 1929 in ett femtontal titlar på grammofon ihop med Nils Ekmans dragspelsorkester och Melody Boys. 1932 utgav han även några skivor med barnsånger.